# Pan Przeznaczenie
Pan Przeznaczenie – amerykańska komedia z 1990 roku.

## Obsada
- James Belushi – Larry Joseph Burrows
- Linda Hamilton – Ellen Jane Burrows/Robertson
- Michael Caine – barman Mike/Pan Przeznaczenie
- Jon Lovitz – Clip Metzler
- Hart Bochner – Niles Pender
- Bill McCutcheon – Leo Hansen
- Rene Russo – Cindy Jo Bumpers/Burrows
- Jay O. Sanders – Jackie Earle Cement Head Bumpers
- Maury Chaykin – Guzelman
- Pat Corley – Harry Burrows
- Douglas Seale – Boswell
- Courteney Cox – Jewel Jagger
- Doug Barron – Lewis Flick
- Jeff Weiss – Ludwig
- Kathy Ireland – Gina
- Andy Stahl – Jerry Haskins